# Гаврилова, Евгения Игнатьевна
Евгения Игнатьевна Гаврилова (28 декабря 1913, Санкт-Петербург — 18 августа 1992, Санкт-Петербург) — советская гимнастка и тренер.
Неоднократная чемпионка и призёр первенств СССР, Ленинграда, ЦС ДСО «Спартак», ЗакВО. Мастер спорта СССР.

## Биография
Родилась 28 декабря 1913 года в Санкт-Петербурге, на Малой Охте. Училась в Петришуле.
Окончила Институт физической культуры им. П. Ф. Лесгафта в Ленинграде. Выступала за ДСО «Спартак». Ещё будучи студенткой, она с успехом начала выступать на чемпионатах Ленинграда, а затем защищала спортивную честь Ленинграда на первенствах ДСО «Спартак», на Всероссийских и Всесоюзных Спартакиадах, на чемпионатах СССР в 1933—1946 гг. В 1941-42 гг. находилась в блокадном Ленинграде, затем — в эвакуации, в Тбилиси, где продолжала выступать и завоёвывать призовые места в крупных соревнованиях, в частности, была чемпионкой и призёром первенств Закавказского военного округа. Вернувшись из эвакуации в Ленинград, Е. И. Гаврилова начала работать тренером в ДСО «Спартак». В 1955—1967 гг. она принимала участие как консультант и тренер-практик в организации праздничных физкультурных парадов в Ленинграде.
Е. И. Гаврилова в 1947—1950 гг. несколько раз встречалась и беседовала с А. Я. Вагановой, после чего начала применять классическую музыку на своих занятиях с детьми (в содружестве с пианисткой Л. М. Гуревич) и сочинять хореографию для вольных упражнений своих учениц в ДЮСШ Калининского района, где с 1950 года она стала работать тренером и проработала там до 1969 года. За свою тренерскую жизнь Евгения Игнатьевна Гаврилова подготовила десятки перворазрядников, кандидатов в мастера спорта, мастеров спорта, а также высококлассную гимнастку, мастера спорта международного класса, призёра Всемирных студенческих игр 1961 года в Софии Н. Дмитренко.
В 1970 году её зрение настолько ухудшилось, что пришлось сделать несколько операций по поводу глаукомы, после которых состояние глаз на время улучшилось. Но с 1972 года Евгения Игнатьевна, всегда жизнерадостная и энергичная, не допускавшая и мысли об инвалидности, мечтавшая, выйдя на пенсию, наконец, прочитать «все книги на свете», — начала неумолимо слепнуть. В 1979 г., Е. И. Гаврилова, практически слепая, инвалид первой группы, блокадница, после двух инфарктов и 24 лет ожидания улучшения жилищных условий в коммунальной квартире на Петроградской стороне, получила таки отдельную квартиру в Шувалово-Озерках, где и скончалась через 13 лет, 18 августа 1992 года, после тяжёлой болезни.
28 декабря 1993 года, в актовом зале Комитета по спорту Санкт-Петербурга, состоялся памятный вечер в честь 80-летия Евгении Игнатьевны Гавриловой.

## Семья
- Муж — гимнаст и тренер, Заслуженный мастер спорта СССР Михаил Давидович Касьяник (1912—2005).
  - Дочь — биолог Инна Михайловна Касьяник.
  - Сын — композитор Юрий Михайлович Касьяник.

## Спортивные достижения
Неоднократная чемпионка, призёр чемпионатов СССР (1933—1939), Ленинграда (1933—1939), ЦС «Спартак»1933-1940), ЗакВО (1943-44)
В качестве тренера подготовила десятки перворазрядников, кандидатов в мастера спорта, мастеров спорта, а также высококлассную гимнастку, мастера спорта международного класса, призёра Всемирных студенческих игр 1961 г. в Софии Н.Дмитренко. Судья республиканской категории по спортивной гимнастике.

## Награды
Медаль «В память 250-летия Ленинграда».